# Danièle Darlan
Pour les articles homonymes, voir Darlan.
Danièle Darlan, née en 1952, est une avocate, professeure et juriste centrafricaine qui a été présidente de la Cour constitutionnelle de ce pays de 2017 à 2022.
Le 8 mars 2023, elle reçoit le prix international de la femme de courage.

## Biographie
Le père de Danièle Darlan, Georges Darlan, a été membre et président du Conseil représentatif de l'Oubangui-Chari de 1949 à 1952, une institution qui a préparé la mise en place d’une Assemblée nationale centrafricaine. Elle naît à Bangui le 12 mars 1952. Elle est envoyée en pension à Brest (France). Elle mène des études de droit et obtient son doctorat en France.
Danièle Darlan est professeur de droit public à l'université de Bangui pendant trente ans.
En 2013, Danièle Darlan est nommée membre puis vice-présidente de la Cour constitutionnelle, avant d'en être élue présidente en 2017 ; elle est la première femme à occuper cette fonction. En juin 2020, cette institution juridique refuse d'approuver la révision de la Constitution proposée par l'Assemblée nationale et soutenue par le président Faustin-Archange Touadéra, qui lui aurait permis de rester au pouvoir et de retarder le processus électoral. La Cour constitutionnelle centrafricaine invalide également, sous sa présidence, des candidatures à l'élection présidentielle de 2020 émises par d'anciens putschistes.
C'est à Danièle Darlan que revient aussi le rôle de déclarer le résultat de l'élection controversée de 2020-2021, reconnaissant la victoire de Touadéra et rejetant une plainte déposée par 13 des 16 autres candidats, arguant d'une « fraude massive ». Elle précise que la Cour n'a « reçu aucune pression, ni du président, ni du représentant spécial du secrétaire général de l'ONU, ni d'une quelconque ambassade »,.
Elle est contrainte de prendre sa retraite en 2022 dans le contexte du référendum constitutionnel centrafricain de 2023, dans un premier temps par un décret du  président Faustin-Archange Touadéra. Cette méthode est jugée cependant anticonstitutionnelle, comme l’explique le porte-parole de la Cour constitutionnelle, Jean-Pierre Ouaboué : « Le juge constitutionnel est indépendant de tout corps et de toute corporation, il ne siège pas à la Cour au nom de l'entité ou de l'autorité qui l'a désigné. Le mandat du juge qui est de sept ans est indépendant de sa carrière professionnelle et sa mise à la retraite n'a pas d'impact sur son mandat de juge. L'indépendance des juges est encore renforcée par l'inamovibilité. C'est une protection de son indépendance. Une protection contre les changements arbitraires dont ils pourraient faire l'objet en relation avec les décisions qu'il a pu rendre. ». Mais Danièle Darlan indique aussi ne pas souhaiter se maintenir et vouloir tourner la page. Cette même cour, tout en confirmant le caractère anticonstitutionnel du décret, entérine ensuite le départ de Danièle Darlan, compte-tenu de sa propre volonté et de son âge (70 ans).
En secondes noces, elle épouse l'homme politique Jean-Jacques Démafouth.

## Publications (extrait)
- 2018 : Danièle Darlan, L'évolution constitutionnelle et juridictionnelle de la République centrafricaine à travers les textes, L'Harmattan, 2018 (ISBN 9782140096358).
- 2019 : Danièle Darlan, « Les élections transitoires en République centrafricaine, 2013- 2016 », dans Sead Alihodžić ; Nicholas Matatu ; Alexandre Raffoul (dir.), Calendrier et enchaînement des élections de transition : Case Studies, International IDEA, p. 32-40.